# Leskovac (Lazarevac)

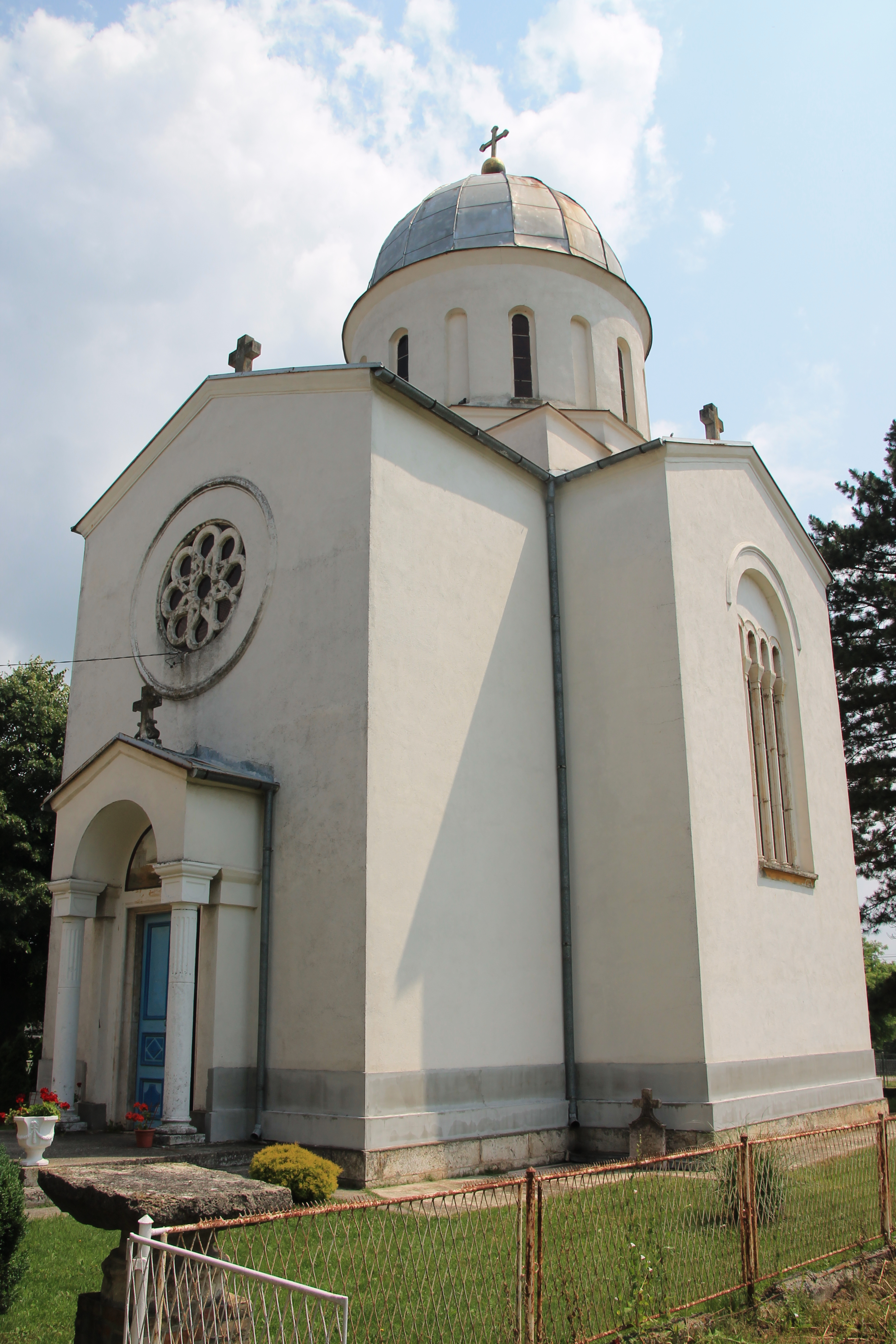
Igreja de São Demétrio (Leskovac)

Leskovac (em cirílico:Лесковац) é uma vila da Sérvia localizada no município de Lazarevac, pertencente ao distrito de Belgrado, na região de Kolubara. Possuía uma população de 770 habitantes segundo o censo de 2002.

## Demografia
| 1948 | 1953 | 1961 | 1971 | 1981 | 1991 | 2002 |
| ---- | ---- | ---- | ---- | ---- | ---- | ---- |
| 999  | 985  | 937  | 906  | 843  | 855  | 770  |